# Oblačinska višnja
Oblačinska višnja je sorta višnje sa nedefinisanim poreklom. Naziv podrazumeva da potiče iz sela Oblačine i okoline, gde se nalazi velika i vrlo heterogena populacija ove višnje.

## Morfološkeosobine
Oblačinska višnja ima horizontalan (površinski) korenski sistem, koji prodire u dubinu 50–60 cm. Koren je tamno sive boje. Stablo oblačinske višnje je slabo bujno i patuljasto, dosta kompaktno i pogodno za gustu sadnju. Krošnja se najčešće oblikuje u loptastu ili široko piramidalnu. Grane su sa kratkim internodijama i celom su dužinom plodne, kao kod per tipova. Pupoljci su skoro jajasti, sive boje sa kestenjastom nijansom, glatke površine. Cvetni pupoljak O.višnje sadrži od  1-4 cveta rodni pupoljci se nalaze na vitim granama ili majskim buketićima.Najbolja rodnost se postiže kada je taj odnos pola pola.
Plod (koštunica) oblačinske višnje je sitan, mase oko 3 g, loptast do loptasto-kolačast, dosta ujednačene krupnoće i sazrevanja. Pokožica (egzokarp) je tamnocrvena i tanka. Meso (perikarp) je crveno, srednje čvrsto, sočno, nakiselo, aromatično i kvalitetno. Sok od mesa je intenzivno crven i dosta bogat rastvorljivom suvom materijom, šećerima, kiselinama i vitaminima. Seme je sitno i relativno se lako odvaja od ploda. Plod se srazmerno lako odvaja od peteljke. Dobro podnosi prevoz i može da se sačuva 3–5 dana u svežem stanju. Plod O.visnje u zavisnosti od godine kao i od opterećenosti stabla rodom može da teži od 2,5-4 grama,što je plod krupniji radman je veći a sadržaj koštice manji.

## Fiziološke osobine
U zavisnosti od vremenskih prilika cvetanje može da oscilira po koji dan. U principu cveta u drugoj dekadi aprila. Oblačinska višnja spada u grupu izrazito samooplodnih višanja, pa nije potrebno obezbediti oprašivače. Plodovi sazrevaju ujednačeno, u periodu 20–30. juna. Cvetanje višnje može da oscilira i do dve nedelje pa i više u zavisnosti od rejona u kome se gaji (Baničina) početak punog cveta je bio od 30 marta do 18 aprila.  Vreme punog cveta je vrlo bitno za kvalitet roda što ranije cveta plod će biti krupniji i pod većim opterećenjem rodom. Ali i to može da bude problem zbog poznih prolećnih mrazeva, tako da je najbolje vreme cvetanja od 5.-10. aprila. Inače O.višnji je od punog cveta do berbe potrebno u proseku oko 58-65 dana .
Oblačinska višnja je sorta koja stupa u rod praktično od druge godine posle sadnje, a pun rod dostiže u šestoj godini. Prinosi se u zavisnosti od primenjene agrotehnike i gustine zasada kreću od 10.000–30.000 kg po hektaru.

## Hemijski sastav ploda
Hemijski sastav ploda zavisi od stepena zrelosti i vremenskih prilika u vreme zrenja. U proseku, plodovi oblačinske višnje sadrže: oko 83% vode, od 12–17% suve materije, od 1,5–2,0% ukupnih kiselina. Prosečna masa ploda je 2,6–3,0 g, pri čemu je masa koštice 9–13% ukupne mase ploda.

## Ekološki uslovi

### Voda
Predstavlja vrlo značajan preduslov za gajenje višanja uopšte. Oblačinska višnja dobija se iz izdanaka i one su jako osetljive na sušu. S druge strane suša smanjuje zametanje plodova i usporava njihov razvitak. Isto tako oblačinska višnja ne podnosi ni visok nivo podzemnih voda, a ukoliko se vode zadrže dolazi do propadanja višnje. Najbolje prinose daje u rejonima sa umerenom vlažnošću vazduha.

### Zemljište
U principu treba da ima povoljan vazdušni, vodeni i toplotni režim.Najpovoljnija pH vrednosti zemljišta su Ph 6 - 7. Oblačinska višnja u gustom sklopu se pokazala tolerantna na vrlo različitim zemljištima. Oblačinska višnja je dala dobre rezultate  kako na neutralnom do blago alkalnom zemljištu Fruške gore,do kiselih zemljišta južne Srbije. Loše rezultate daje ekstremno siromašnom zemljištu i na suvom pesku.Izuzetni rezultati u proizvodnji višnje postignuti su na zemljištima sa PH 4.8-5,6 na području Baničine.

### Svetlost
Predstavlja osnovni činilac opstanka biljnog sveta. Mnogobrojna ispitivanja su pokazala da oblačinske višnje najefikasnije iskorišćavaju sunčevu energiju. Zasadi oblačinske višnje spadaju u niske voćke sa slabo bujnom podlogom i  krunom ne višom od 2,0 - 2,5m. što joj omogućuje maksimalno iskorišćavanje svetlosti i procesa fotosinteze.

### Toplota
Oblačinska višnja otporna je prema niskim zimskim temperaturama isto  tako i prema kasnim prolećnim mrazevima. Sa umerenim i  srednjim dnevnim temperaturama oko 20 °C dobijaju se najkvalitetniji plodovi višnje.

### Vetar
Pre podizanja zasada oblačinske višnje potrebno je prikupiti podatke o jačini i pravcu vetra. Vetar može imati vrlo negativno dejstvo na višnju u kombinaciji sa niskim temperaturama, a isto tako i u toku vrelih letnjih dana.

## Razmnožavanje

### Izbor podloge
Oblačinska višnja se razmnožava najčešće na sopstvenom korenu, školovanim izdancima. Razmnožavanje izdancima se vrši uzimanjem istih iz zasada urodu sa zdravih stabala najbolje rodnosti. Početkom novembra vade se izdanci, klasiraju, pakuju, i
trape do sadnje. Razmnožavanje putem izdanaka može da bude uzrok širenja nekih viroza.

### Vreme sadnje
Izdanci se sade u jesen ili proleće. Treba nastojati da se sađenje oblačinske višnje obavi u jesen, pre nastupanja jačih mrazeva, ili u proleće što je moguće ranije. Jesenja sadnja u praksi uvek daje bolje rezultate.

### Rastojanje sadnje
Za oblačinsku višnju praksa je pokazala da je minimalno rastojanje između redova 4,0m., a u redu između stabala 2,5m. do 3,0m.

### Izbor sadnica
Treba koristiti jednogodišnje izdanke, koji su zdravi i dobro razvijeni. Pre sađenja zdrave žile se skraćuju za četvrtinu, a oštećene do mesta oštećenja. Pre sađenja sadnice se potapaju u žitku smesu napravljenu od ilovače, goveđe balege i vode. Ako se sađenje vrši u jesen onda se sadnica ne zaliva, ako se pak sadi u proleće onda se napravi levkasto udubljenje i zalije sa 5 - 6 litara vode. Da bi se sađenje pravilno izvelo potrebna su dva lica, jedno da drži sadnicu drugo da obavi sađenje.

## Podizanje višnjara — priprema zemljišta
Posle čišćenja terena treba pođubriti stajnjakom i kompleksnim PK đubrivom. Posle toga obaviti riglovanje. U jame iskopane za sadnju ubacuje se samo oranična zemlja sa kombinovanim đubrivom. Đubrenje se nastavlja svake godine pa i u periodu pune rodnosti, smo što se tada količina đubriva po hektaru povećava. Nakon berbe, između redova višanja, se korovska flora tanjiračom ili frezom zaorava i unosi u zemlju.

### Podizanje višnjara na strmim terenima
Izuzetno lep primer iskorišćavanja planinskog zemljišta je zasad oblačinske višnje na planini Kukavica na nadmorskoj visini 500–600m. Pre sadnje višnje ovde su bile šikare. Zasadi oblačinske višnje su u izuzetno dobroj kondiciji, a ona se može meriti sa prinosima na najboljim zemljištima u plodnoj ravnici.

### Pakovanje
Plodovi oblačinskih višanja namenjeni bilo stranom, bilo domaćem tržištu moraju da se pravilno i lepo upakuju. Plodovi oblačinskih višanja prvog i drugog kvaliteta pakuju se u:
- Male otvorene plitke letvarice.
- Srednje otvorene plitke letvarice.
- Velike otvorene plitke letvarice.

U jednoj ambalaži se mogu biti pakovani plodovi oblačinskih višanja samo od istog kvaliteta.
Tehnika pakovanja zavisi od vrste ambalaže, kvaliteta i namene plodova. Pri običnom pakovanju oblačinskih višanja, na dno letvarice se postavlja hartija, pa plodovi i na kraju se pokriju hartijom.

## Spoljašnje veze
- Oblačinska višnja, tekst na sajtu Zemljoradničke zadruge „Oblačinska višnja“ iz Merošine